# Нельсон, Кен
Кен Нельсон (6 февраля 1959, Ливерпуль) — английский музыкальный продюсер. После нескольких лет работы над демозаписями независимых артистов, он достиг успеха, работая с группой Gomez, а позже — мирового признания благодаря первым записям Coldplay. Он сотрудничал с Badly Drawn Boy, Howling Bells, The Charlatans, Echo & the Bunnymen, Kings of Convenience, The Orange Lights, Ray LaMontagne, Feeder, Skin, Snow Patrol, Polly Paulusma, Paolo Nutini и «Океан Ельзи».
Он получил три награды Grammy, две награды Mercury Music Prize, стал «Продюсером года» в 2003 году по версии журнала Music Week.
У Нельсона трое детей: близнецы Майкл и Бет, рождённые в 1986 году, и сын Сэм, появившийся на свет в 1990. Гражданскую жену Кена зовут Кайт.

## Избранная дискография
- 1998: Gomez — Bring It On
- 1999: Gomez — Liquid Skin
- 2000: Badly Drawn Boy — The Hour of Bewilderbeast
- 2000: Coldplay — Parachutes
- 2001: Kings of Convenience — Quiet Is the New Loud
- 2002: Coldplay — A Rush of Blood to the Head
- 2005: Coldplay — X&Y
- 2005: Feeder — Pushing the Senses
- 2006: Howling Bells — Howling Bells
- 2006: Paolo Nutini — These Streets
- 2011: The Gift — Explode
- 2013: «Океан Ельзи» — «Земля»